# マックス・ベア (ジャーナリスト)
マックス・ベア（Max Beer、1864年8月10日 - 1943年4月30日）はポーランド（オーストリア領ガリチア）に生まれドイツ、イギリスで活動したユダヤ系ジャーナリストであり歴史家。国際社会主義者。

## 略伝
オーストリア帝国領ガリツィア・ロドメリア王国（現在のポーランド・ポトカルパチェ県）のタルノブジェク市に生まれた。1889年にドイツに移住して「マクデブルク・フォルクスシュティンメ」紙の編集者となり、その8ヶ月後に階級闘争をけしかけドイツ軍と官憲を侮辱した罪で逮捕され、有罪判決をうけ10ヶ月の禁固刑を科せられた。
1894年6月にはイギリスに移住し、翌年から1年間はロンドン・スクール・オブ・エコノミクスで学ぶ。1897年にはパリに赴き、そこでドレフュス事件を見聞している。さらにニューヨークへ渡り、1898年から1902年における米西戦争やフィリピン人の反乱を知り、後にアメリカの覇権主義の成立としてドイツ社会民主党の「ノイエ・ツァイト」紙や「フォルヴェルツ」紙に分析を提供することになる。ベアは「ミュンヒェナー・ポスト」紙や「ジューイッシュ・アルバイター・ツァイトゥング」紙の通信員でもあり、「エンサイクロペディア・ジュダイカ」の編集にも協力している。
エドゥアルト・ベルンシュタインがイギリスを去ってドイツに戻ったため、ベアは「フォルヴェルツ」紙のイギリス通信員となるよう要請され、1902年から1912年までその地位にあった。第一次世界大戦中の1915年に敵性外国人としてドイツへ追放され、1919年から1921年まで「鐘 (Die Glocke)」紙を編集。この「鐘」は、ドイツ社会民主党の極右に属し、パウル・レンシュやコンラッド・ヘーニッシュやハインリッヒ・クノーの仲間であったアレクサンドル・パルヴスに資金提供されていたが、ベアは社会民主党の政治的道具から「鐘」を脱却させ、むしろ文化評論や教育的な紙面作りをめざしたためにパルヴスによって解雇されたという。1919年以後のドイツ革命に関するベアの見解は、社会民主党のフリードリヒ・エーベルトとグスタフ・ノスケがナチズムへの道を準備した、というものだった。1927年からダヴィド・リャザノフの要請によりモスクワのマルクス・エンゲルス研究所で、1929年からはフランクフルトの社会調査協会で活動しドイツ共産党に所属していたが、ナチスの権力奪取により1933年にはロンドンへの亡命を余儀なくされ、同地で死去した。

## 著作
ベアの主著は『イギリス社会主義史 History of British Socialism』（岩波文庫で日本語訳が全4冊で刊行されている）であり、これは1929年に初版が書かれ、1940年に最後の改訂版が出された。中世スコラ哲学者の自然権思想から1930年代の労働運動にいたるイギリスの思潮、政治経済の背後にある平等へと向かう動因をあつかった著作であり、この分野では古典として評価される。
この他に『社会主義および社会闘争の一般史 Allgemeine Geschichte des Sozialismus und der soziale Kämpfe』と『カール・マルクス Karl Marx』がある。